# Ван Гуанъян
Ван Гуанъян, второе имя — Чаоцзун (朝宗) (? — 1379) — китайский государственный деятель, который занимал должность канцлера правой руки во время правления императора Хунъу из династии Мин (1371—1373, 1377—1379). Работая как в военной, так и в гражданской бюрократии, он поднялся до должности Великого канцлера правой руки (右丞相).

## Карьера
Родился в Гаою, провинция Цзянсу. В конце династии Юань Ван Гуанъян получил высший балл на императорских экзаменах, но не смог найти работу. Повстанческий предводитель Чжу Юаньчжан, которому впоследствии удалось свергнуть династию Юань и воссоединить Китай под властью династии Мин в качестве императора Хунъу, в 1355 году завоевал регион, где жил Ван. Чжу встретил Вана, и они долго разговаривали. Впечатленный, Чжу нанял Вана и назначил его местным судьей в своем недавно созданном Тайпин фу (ныне уезд Данту, Аньхой). После нескольких лет продвижения по служебной лестнице в гражданской администрации Вану было поручено управлять поставками для военных кампаний Чан Ючуня, которые помогли основать династию Мин.
В 1364 году Чжу Юаньчжан основал центральный секретариат для обработки государственной корреспонденции. Он назначил Ли Шаньчана управлять делами этого бюро с титулом Великого канцлера левого крыла (左丞相). Ван Гуанъян был назначен одним из его помощников. Четыре года спустя Чжу объединил Китай и был возведён на трон как император Хунъу из династии Мин.

## Имперский канцлер
Император Хунъу боролся с доверием к своим близким советникам и довольно часто менял или устранял своих самых влиятельных министров. На третьем году своего правления, в 1370 году, Ли Шаньчан — самый влиятельный и уважаемый человек в бюрократии — заболел и не смог работать, оставив Императорский Секретариат без управляющего. Ван Гуанъян в то время находился в Шэньси и был вызван в столицу, чтобы занять должность левого вице-канцлера (左丞), чтобы взять на себя рабочую нагрузку Ли. Ян Сянь был назначен правым вице-канцлером (右丞). Это была младшая из этих двух должностей.
Ван Гуанъян, похоже, был доволен тем, что позволил Яну Сяню выполнять большую часть работы за них обоих, поскольку Ян мог принимать решения в одностороннем порядке. Тем не менее Ян завидовал Вану и не хотел делиться властью. Поэтому Ян предложил цензору Лю Бину (劉炳) объявить Вану импичмент за «неспособность поддержать свою мать» (奉母無狀). Когда Лю отправил донос, император поверил этому и перевел Вана из столицы обратно в его родной город Гаою. Ван не был дома более десяти лет и, по его собственным словам, не был особенно расстроен своим переводом. После второго доноса от Лю позже в том же году Вану было приказано удалиться на остров Хайнань. Ли Шаньчан, очевидно, сообщил императору, что импичмент Вану был организован Ян Сянем под ложным предлогом, поэтому император казнил Яна Сяня. Ван Гуанъян был отозван в столицу, ему вернули на прежнюю работу и присвоили дворянство. Его титул был «Верный и прилежный граф» (忠勳伯) с синекурой 360 данов.
В начале следующего года Ли Шаньчан ушел в отставку. Его соратник, великий правый канцлер (右丞相) Сюй Да, покинул столицу и выступил в военный поход. После этого Ван Гуанъян был назначен великим канцлером правой руки, а соратник Ли Шаньчана Ху Вэйюн был назначен вице-канцлером левой руки . Двое из них несли единоличную ответственность за управление Имперским секретариатом, а две другие должности были незаполненными или оставленными без присмотра.
Ван Гуанъян и Ху Вэйюн возглавляли бюрократию императора Хунъу в течение следующих двух лет, затем Ван впал в немилость и снова был отправлен из столицы, на этот раз в провинцию Гуандун на руководящей должности. Через некоторое время, в течение которого Ху Вэйюн дважды повышался в должности, Ван Гуанъян вернулся в столицу, получив должность старшего цензора нижнего уровня (左御史). В какой-то момент, находясь в этом офисе, Ван представил донос, осуждающий своего старого начальника Ли Шаньчана, которого император простил. В 1377 году он был назначен обратно на свою старую роль великого канцлера правой руки.
За время своего десятилетнего пребывания на высоких министерских постах в столице Ван Гуанъян, похоже, мало что добился для своего правительства. Характеризуемый как безвольный и невнимательный, он избегал давать какие-либо твердые советы за или против решений своего монарха, вместо этого просто писал стихи и, согласно более поздним сочинениям императора, злоупотреблял выпивкой. Император Хунъу много раз увещевал его.

## Дело Ху Вэйюна
В декабре 1379 года Ху Вэйюн убедил императора позволить ему отравить Лю Боуэна, ранее близкого советника и успешного стратега, который стал противником Ху при дворе. Цензор Ту Цзе (塗節), не зная об одобрении убийства императором, сообщил о Ху Вэйюне с добавлением, что Ван Гуанъян должен был знать о заговоре и сообщил о Ху сам. Император приговорил Вана к заключению в Гуаннань (廣南) за преступление, состоящее в создании клики для запугивания других. Учитывая далее, что Ван не сообщил о предательстве своего коллеги Ян Сяня и что в начале своей карьеры в Цзянси он укрывал Чжу Вэньчжэна (朱文正, племянника и генерала императора Хунъу, который не ответил на его призыв после поражения в важной битве и был оклеветан как нелояльный во время завоевания Юаня Мин), император казнил Ван Гуанъяна в рамках дела Ху Вэйюна. Через десять лет после смерти Вана император Хунъу казнил многочисленных соратников Ли Шаньчана вместе с членами его семьи. Среди них были выжившие члены семьи Ван Гуанъяна.